# أندرو جونز
أندرو جونز (بالإنجليزية: Andrew Jones)‏ (و. 1944 – 2015 م) هو سياسي، من أستراليا، ولد في أديليد، توفي عن عمر يناهز 71 عاماً.

## مناصب
تولى منصب عضو مجلس النواب الاسترالى (26 نوفمبر 1966–25 أكتوبر 1969).

## التعليم
تعلم في جامعة أديليد.